# Raufferhaus

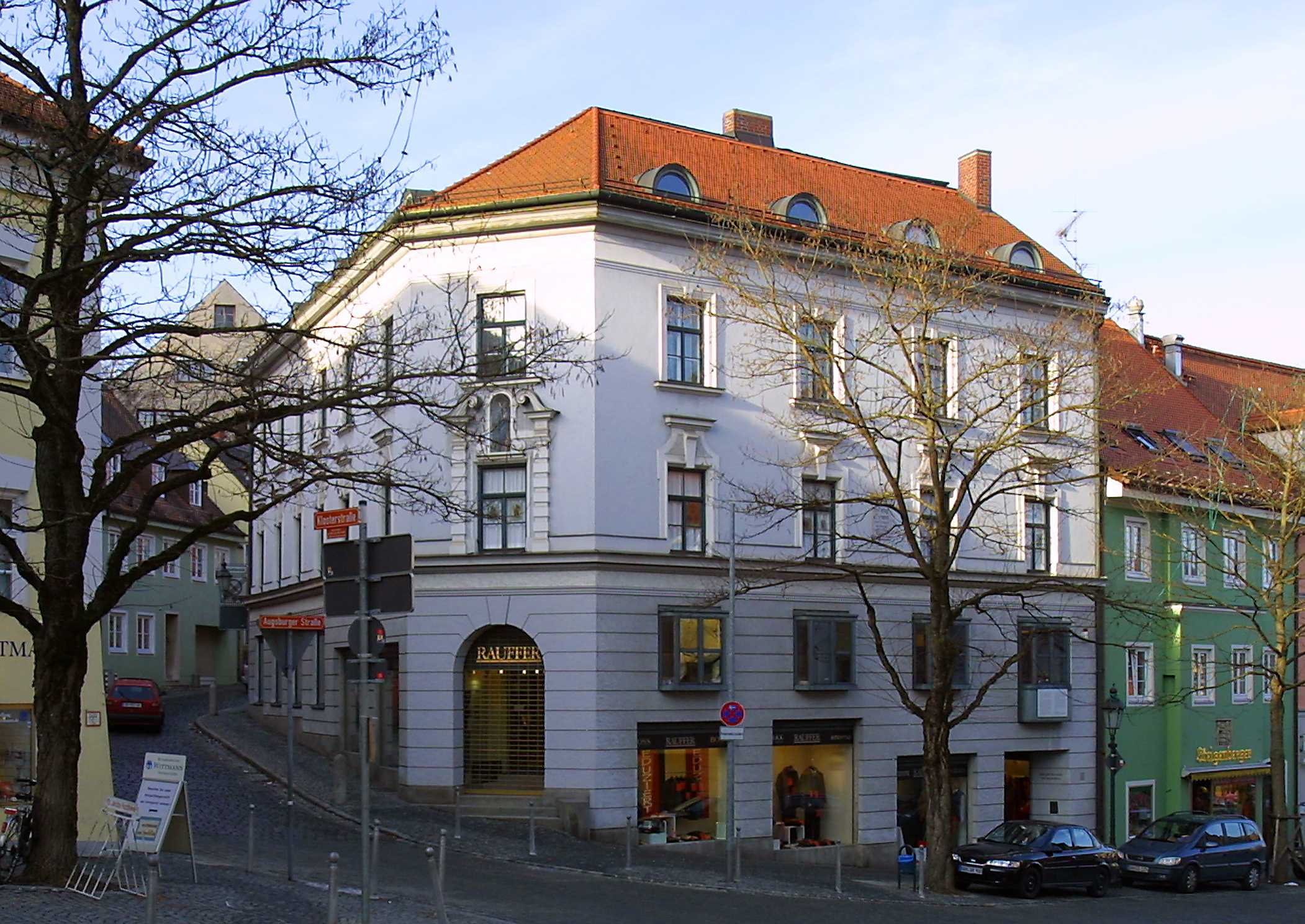
Hauptfassade

Das Raufferhaus befindet sich in der Altstadt von Dachau in der Augsburger Straße 13 und wurde 1892 nach Plänen von Jakob Heilmann errichtet. Das späthistoristische Stadthaus ist unter der Aktennummer D-1-74-115-12 in der Denkmalliste Bayern eingetragen.

## Geschichte und Architektur
Max und Karolina Rauffer erwarben im Jahr 1891 den Brauereistadel von Ferdinand Birgmann und ließen an gleicher Stelle ein stattliches Wohn- und Geschäftshaus nach Plänen von Jakob Heilmann errichten. Die Muttergottesfigur, die bereits den Birgmannstadel zierte, wurde in einer Nische über dem Geschäftseingang aufgestellt. In den Jahren von 1894 bis 1897 war einer der Mieter Ludwig Thoma. Er eröffnete seine erste Anwaltskanzlei.
Heinrich Rauffer ließ im Jahr 1971 zu Ehren von Ludwig Thoma ein Kupferportal von Reinhold Grübl aufstellen. 1988 erfolgte ein Umbau durch Werner Fauser, bei dem die Fassadenaufbrüche der 1950er Jahre auf ein ausgewogenes Loch-Wand-Verhältnis zurückgenommen und zum Innenhof Balkone erstellt wurden. 1998 wurde der Innenhof mit Skulpturen u. a. von Ignatius Taschner, Christine Stadler und Hans Wimmer gestaltet. Heinrich Rauffer, der sich in direkter Nähe das Haus Rauffer von Josef Wiedemann und Rudolf Ehrmann errichten ließ, führte als letzter Nachkomme der Dachauer Schneiderfamilie das Bekleidungsgeschäft.

## Baudenkmal
Das Wohn- und Geschäftshaus wurde 1986 unter Denkmalschutz gestellt und ist im Denkmalatlas des Bayerischen Landesamtes für Denkmalpflege und in der Liste der Baudenkmäler in Dachau eingetragen.